# Råneå tingslag
Råneå tingslag var ett tingslag i Norrbottens län i mellersta Norrbotten. Råneå tingslags område omfattade nuvarande Råneå församling i Luleå kommun samt Gunnarsbyns församling i Bodens kommun. Tingslagets yta var 1934 2 173 km², varav land 2 022, och där fanns 8 858. Tingsställe var Rånbyn.
Tingslaget upphörde 1 januari 1948 (enligt beslut den 10 juli 1947) då verksamheten överfördes till Kalix domsagas tingslag.
Tingslaget hörde mellan 1680 och 1838 till Västerbottens norra kontrakts domsaga (från 1820 benämnd Norrbottens domsaga), mellan 1839 och 1877 till Norrbottens norra domsaga och från 1877 till Kalix domsaga.

## Socknar
Råneå tingslag omfattade följande socknar: 
- Råneå socken

## Befolkningsutveckling
| Befolkningsutvecklingen i Råneå tingslag 1805–1945                                                                                  | Befolkningsutvecklingen i Råneå tingslag 1805–1945 | Befolkningsutvecklingen i Råneå tingslag 1805–1945 | Befolkningsutvecklingen i Råneå tingslag 1805–1945 | Befolkningsutvecklingen i Råneå tingslag 1805–1945 |
| --- | -------------------------------------------------- | -------------------------------------------------- | -------------------------------------------------- | -------------------------------------------------- |
| |                                                    |                                                    |                                                    |                                                    |
| År |                                                    |                                                    | Folkmängd                                          |                                                    |
| 1805 | 1805                                               |                                                    | 2 497                                              |                                                    |
| 1810 | 1810                                               |                                                    | 2 465                                              |                                                    |
| 1820 | 1820                                               |                                                    | 2 769                                              |                                                    |
| 1830 | 1830                                               |                                                    | 3 268                                              |                                                    |
| 1840 | 1840                                               |                                                    | 3 910                                              |                                                    |
| 1850 | 1850                                               |                                                    | 4 643                                              |                                                    |
| 1860 | 1860                                               |                                                    | 5 487                                              |                                                    |
| 1870 | 1870                                               |                                                    | 6 094                                              |                                                    |
| 1880 | 1880                                               |                                                    | 7 135                                              |                                                    |
| 1890 | 1890                                               |                                                    | 7 411                                              |                                                    |
| 1900 | 1900                                               |                                                    | 7 777                                              |                                                    |
| 1910 | 1910                                               |                                                    | 8 137                                              |                                                    |
| 1920 | 1920                                               |                                                    | 8 838                                              |                                                    |
| 1930 | 1930                                               |                                                    | 8 730                                              |                                                    |
| 1935 | 1935                                               |                                                    | 8 962                                              |                                                    |
| 1940 | 1940                                               |                                                    | 9 096                                              |                                                    |
| 1945 | 1945                                               |                                                    | 8 995                                              |                                                    |
| Anm: För åren 1805-1945: befolkning enligt folkräkning 31 december enligt den administrativa indelningen den 1 januari följande år. |                                                    |                                                    |                                                    |                                                    |